# 民主主義民族戦線
民主主義民族戦線（みんしゅしゅぎ みんぞく せんせん、韓国語：민주주의민족전선）は、アメリカ軍政庁統治時代の韓国において、左翼勢力が結集して1946年2月に結成された統一戦線の名称である。略称は「民戦」。

## 概要
1945年12月、モスクワ三国外相会議で朝鮮信託統治案が決裂すると、国内の政党や社会団体は信託統治反対（反託）と賛成（賛託）で真っ二つに分かれ激しく対立するようになった。反託の右派民族主義勢力は、1946年2月1日、李承晩や金九、金圭植など大韓民国臨時政府（臨政）の人士を中心として非常国民会議を結成した。これに対抗して、朝鮮人民党や朝鮮共産党などの左派政党や関連団体が結集して結成されたのが「民戦」であり、光復直後に左派と民族主義者が結成した「朝鮮人民共和国」（人共）を実質的に継承した組織である。
民戦の議長団には、呂運亨（人民党）、朴憲永（朝鮮共産党）、許憲、金元鳳、白南雲が、副議長は洪南杓など9名が選出された。民戦は「モスクワ3国外相会議の総体的支持」を主張し、「親日派民族反逆者、ファシスト、民族分裂主義者などを排除した民主主義民族統一体」であることを宣言した。スローガンとして「朝鮮の完全自主独立」、「民主主義的共和制実施」、「ファシズムの根絶」、「婦女の解放と男女平等」、「土地・農業問題の反植民地主義的解決」、「8時間労働制と最低賃金制の実施」、「中小商工業の自由な発展と国家による保護指導」、「食料及び生活必需品の公平な配給」などを掲げた。
民戦はその後、1949年に北朝鮮（朝鮮民主主義人民共和国）側の民戦と統合して祖国統一民主主義戦線に吸収された。